# Крочевија (Месина)
Крочевија је насеље у Италији у округу Месина, региону Сицилија.
Према процени из 2011. у насељу је живело 61 становника. Насеље се налази на надморској висини од 276 м.